# انریکه فلامینی
انریکه فلامینی (انگلیسی: Enrique Flamini; ۱۷ آوریل ۱۹۱۷ – ۱۱ ژانویهٔ ۱۹۸۲) بازیکن فوتبال اهل آرژانتین بود.
از باشگاه‌هایی که در آن بازی کرده‌است می‌توان به باشگاه فوتبال راسینگ کلوب آویاندا، باشگاه فوتبال رجانا، باشگاه ورزشی لاتزیو، و باشگاه فوتبال پنیارول اشاره کرد.